# 渋沢宗助
渋沢 宗助（しぶさわ そうすけ）は、江戸時代後期の武蔵国榛沢郡血洗島村の名主、養蚕家。誠室と号した。渋沢栄一の伯父、澁澤龍彦の高祖父にあたる。

## 略歴
渋沢家は血洗島村の名主の家柄で、村内の4分の1を占める大姓だった。織田完之によれば甲斐源氏の末裔で、室町時代には関東管領上杉氏に仕え、天正年間より同地に住んだ一族という。宗助の家は「東の家」と呼ばれる分家筋にあたり、渋沢宗助政徳の長男として生まれた。本家筋の「中の家」に男子がなかったため、次弟の元助が入婿して市郎右衛門美雅と称しており、その子が渋沢栄一である。また長弟文左衛門の子が渋沢成一郎、姉妹の子に尾高惇忠・長七郎・（渋沢）平九郎兄弟、須永伝蔵（於菟之輔）・渋沢市郎（2代目）兄弟などがいる。中の家は当時家運衰退しており、経済的には東の家が渋沢一族で最も裕福だった。後年、中の家は弟市郎右衛門の尽力により復興したが、それでも東の家が随一だったという。
書を中村仏庵に学び、柳公権・顔真卿を能くしたという。上野国・信濃国などの養蚕地から技術を学んで養蚕技術の改良を考案し、安政2年（1855年）「養蚕手引抄」を出版した。また寺子屋や剣術道場の練武館を作って子弟の教育にも尽力した。
晩年となる明治維新後、市郎右衛門・栄一親子と協力して横浜に商店を開き、また古河市兵衛に接近して蚕卵紙の輸出に携わった。

## 逸話
- 甥の渋沢栄一は当初栄治郎と称していたが、宗助によって栄一と名を改めている。後に栄一が士分に列すると名乗り（通称）を武士風（篤太夫、篤太郎）に改めているが、栄一の名は諱（源栄一、みなもと の ひでかず）として引き続き使用し、維新後も本名とした。栄一は談話として、宗助から書を習ったことを回想している。
- 妻は熱心な信仰家だったらしく、加持祈祷に傾倒していた時期があった。姪が病気になった際、遠加美講という修験者を呼び寄せて加持祈祷をさせようとしたが、姪の弟の渋沢栄一が修験者を論破してしまったため、以後は加持祈祷に執心しなくなったという。

## 親族
- 横山虎雄 - 曾孫。横山久太郎の養子となり、釜石製鉄所の第3代所長を務めた。
- 澁澤龍彦 - 玄孫。小説家。

## 登場作品
- 雲を翔びこせ (テレビドラマ、TBS、1978年、演 : 佐野浅夫)
- 雄気堂々（テレビドラマ、NHK、1982年、演：中村伸郎）
- 青天を衝け（大河ドラマ、NHK、2021年、演：平泉成）